# بروتوس
بروتوس (بالإنجليزية: Proteus)‏ هو ربُّ بحرٍ بدائيٍّ في الأساطير اليونانية أو إله للأنهار والمسطحات المائية المُحيطيَّة، كان يمتلك موهبة التنبؤ (النبوءة). وهو أحد الآلهة الذين يكنيهم هوميروس بـ«عجوز البحر». هو ابن إله البحر بوسيدون أو أوقيانوس. عادة ما يُقيم في جزيرة فاروس، بالقُرب من مصر، حيث يقوم برعي عجول بوسيدون. وهو لا يخبر عن المُستقبل إلَّا لأولئك الذين يقبضون عليه. وعندما يحاول أحد القبض عليه يتخذ شتى الأشكال (يتحول) ليتجنب النبوءة. وعندما يقع بين يدي شخصٍ ما، فإنَّه يُصبح على شكل رجل عجوزٍ ويخبر عن المستقبل. ومن عادته أن يستلقي كل يوم على شاطئ البحر.